# Николай Рубинщайн
Николай Григориевич Рубинщайн (на руски: Никола́й Григо́рьевич Рубинште́йн) (14 юни 1835 – 23 март 1881) е руски пианист и композитор. Той е по-малкият брат на Антон Рубинщайн и близък приятел на Пьотър Чайковски.

## Биография
Роден в Москва в семейство на евреи, Рубинщайн от малък показва музикален талант. Първо изучава пиано с майка си, а при престоя им в Берлин между 1844 и 1846 г. – с Теодор Кулак. По онова време той и брат му Антон привличат вниманието и подкрепата на Менделсон.
След като се завръща в Русия, завършва медицина, за да избегне военната служба. Благодарение на свиренето си Рубинщайн е добре дошъл във всички аристократични семейства в Москва.
Съосновател е на московския клон на Руското музикално общество през 1859 г. и на Московската консерватория през 1866 г. Заема длъжността директор в Консерваторията до смъртта си през 1881 г. Назначава Чайковски като учител при себе си и го насърчава да твори, също така редовно изпълнява негови произведения.
Двамата имат спор относно Концерт за пиано No.1, но впоследствие Рубинщайн променя мнението си и става защитник на творбата. Ръководи премиерата на операта „Евгений Онегин“.
Николай Рубинщайн умира в Париж от туберкулоза.